# Archiv des Liberalismus
Das Archiv des Liberalismus (ADL) der Friedrich-Naumann-Stiftung für die Freiheit in Gummersbach besteht seit 1968 und ist damit das älteste der sechs Archive der Politischen Stiftungen in Deutschland.

## Geschichte

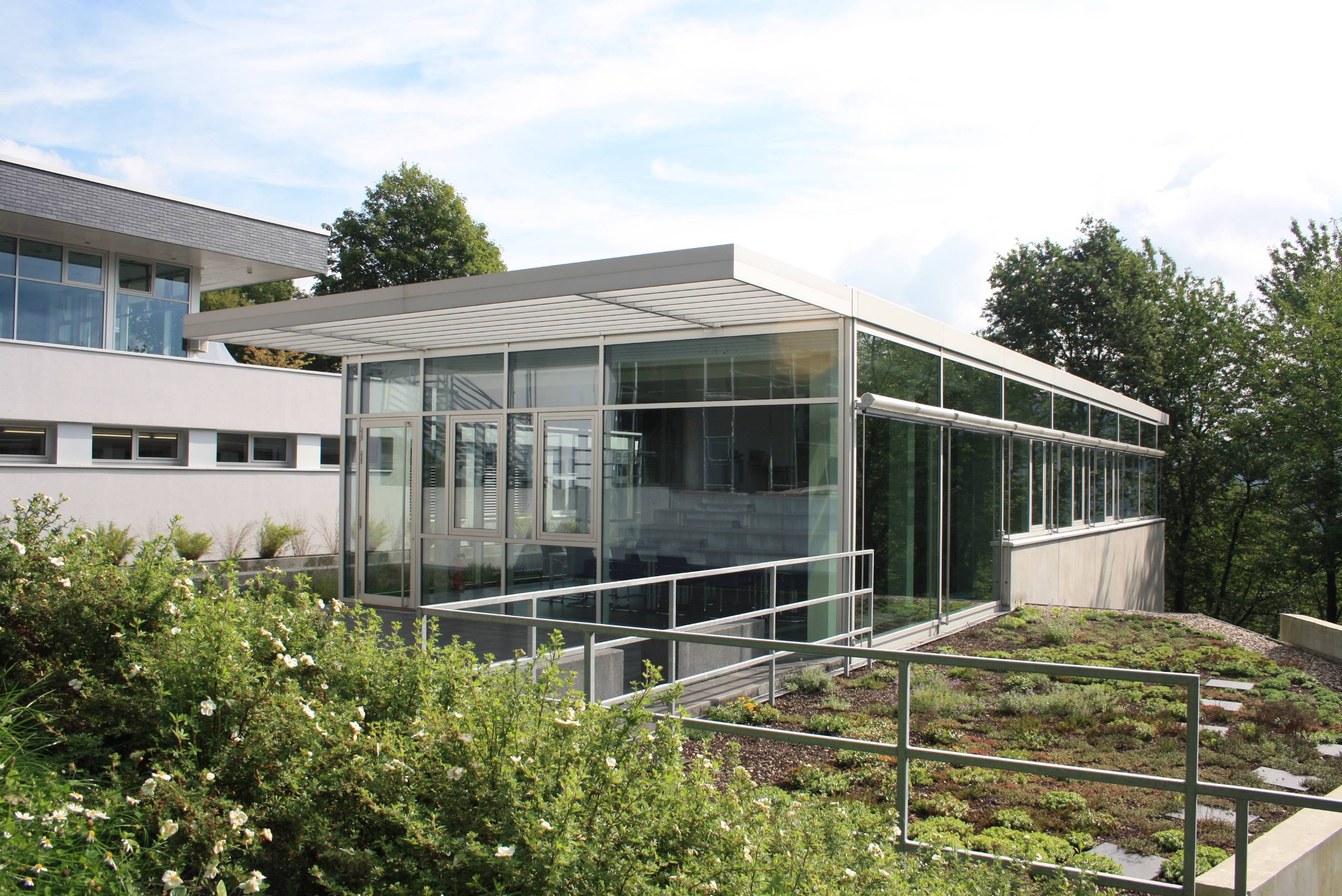
Außenansicht des Archivs

Das Archiv ist in Niederseßmar, einem Ortsteil von Gummersbach, beheimatet. Nach 1948 wurden die Unterlagen der Bundesparteileitung der Freien Demokratischen Partei (FDP) in Bonn, am Sitz der FDP-Geschäftsstelle (später Thomas-Dehler-Haus genannt) und zeitweiligen Stiftungszentrale, provisorisch verwahrt. Im September 1949 wurde dort ein Referat für die Chronik der Partei unter der Leitung von Erika Fischer eingerichtet. 1961 wurde mit Friedrich Henning der erste Historiker und Archivar eingestellt.
1968 verkaufte die FDP ihr Politisches Archiv an die Friedrich-Naumann-Stiftung. Die Unterlagen verblieben aber zunächst in Bonn, bevor sie 1983/84 in einem Anbau an die seit 1967 bestehende Theodor-Heuss-Akademie in Gummersbach professionell archiviert und zum hundertsten Geburtstag von Theodor Heuss im Januar 1984 der Öffentlichkeit zugänglich gemacht wurden. 2009 wurden die bisherigen Räumlichkeiten modernisiert; zusätzlich wurde im Mai dieses Jahres ein Archivneubau eingeweiht, der neben einer erheblichen Erweiterung der Magazinfläche auch einen neuen Benutzersaal, einen Besprechungsraum sowie zusätzliche Büros umfasst. Von 2009 bis 2013 waren hier auch nach dem Einsturz geborgene Unterlagen des Kölner Stadtarchivs eingelagert. Im November 2018 feierte das Archiv sein 50-jähriges Jubiläum als Teil der Friedrich-Naumann-Stiftung und gab aus diesem Anlass eine Festschrift heraus.

## Bestände

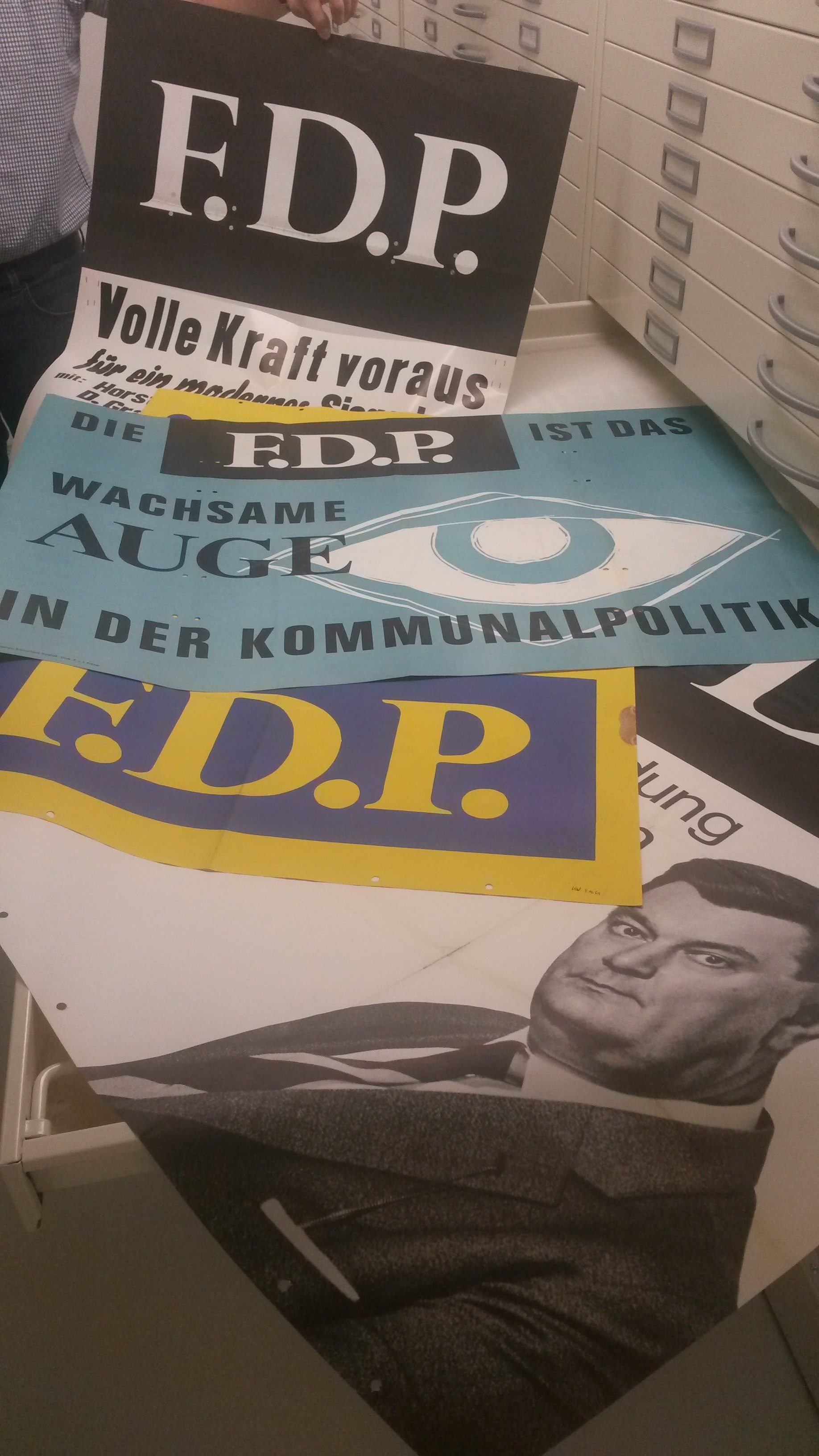
Plakate aus dem Bestand

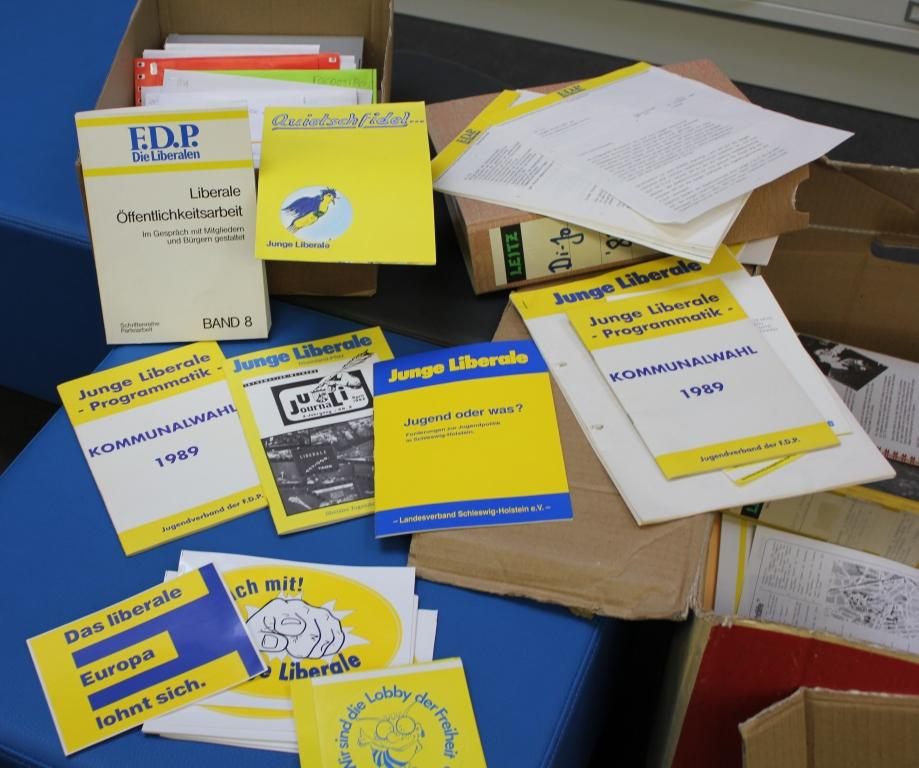
Druckschriften aus dem Bestand

Das Archiv sammelt Unterlagen zur Geschichte des organisierten Liberalismus. Es erschließt neben „klassischem“ Aktenmaterial auch Druckschriften, Flugblätter, Plakate und andere Werbemittel, dazu Fotos, Filme, Videos, Tonbänder sowie digitale Medien (u. a. Internetseiten). Der Schwerpunkt der Sammlungen liegt auf Deutschland und der Zeit nach 1945; einige wenige Einzelbestände datieren aus der Weimarer Republik, ganz geringe aus dem späten 19. Jahrhundert. Insgesamt umfassen die Bestände etwa 4,9 laufende Kilometer Akten (Stand: Januar 2020) sowie rund 25.000 Einheiten an audiovisuellem Material (Plakate, Filme, Werbemittel). Zum Archiv gehört auch eine wissenschaftliche Spezialbibliothek mit circa 42.000 Bänden (Bücher, Zeitschriften, Druckschriften, Aufsätze). Der weitaus größte Teil der Bestände ist in einer Datenbank sowie in analogen oder digitalen Findbüchern erschlossen und wird – unter Beachtung der Schutzfristen nach dem Bundesarchivgesetz – für die Nutzer bereitgestellt. Die Bestände werden im Archiv gesäubert, in kleinerem Umfang restauriert und gegebenenfalls digitalisiert.
Die ältesten Archivalien im Archiv des Liberalismus sind eine Auslegungsschrift von Martin Luther über den 147. Psalm von 1532, das Hambacher Tuch von 1832 sowie ein Brief von Carl Theodor Welcker aus dem Jahr 1839. Außerdem gibt es das Exemplar eines Bilderbogens zum Frankfurter Wachensturm aus Epinal von 1833 sowie eine Graphiksammlung zur Revolution 1848/49.

### Partei- und Organisationsbestände
Den Kern der Sammlungen bildet das frühere Archiv der FDP-Bundesparteileitung, das 1968 von der Friedrich-Naumann-Stiftung erworben wurde. Später kamen die Unterlagen zahlreicher Landesverbände hinzu. Verwahrt werden im ADL auch die Unterlagen der FDP-Bundestagsfraktion sowie vieler liberaler Landtagsfraktionen. Außerdem wurde im Jahr 1991 – nach der Vereinigung der FDP mit dem Bund Freier Demokraten 1990 – das Zentralarchiv der Liberal-Demokratischen Partei Deutschlands (LDPD) der DDR nach Gummersbach gebracht. Es wird seitdem als Depositum der Stiftung Archiv der Parteien und Massenorganisationen der DDR im Bundesarchiv (SAPMO) vom Archiv des Liberalismus betreut und erschlossen. Weiterhin findet man in Gummersbach Unterlagen der Friedrich-Naumann-Stiftung für die Freiheit z. B. die Gremien der Stiftung, verschiedener liberaler Vorfeldorganisationen in Deutschland (u. a. der Jungen Liberalen, der Deutschen Jungdemokraten und der Liberalen Frauen).
Durch die Erweiterung des Archivs auf Bestände internationaler und europäischer liberaler Organisationen, insbesondere von Liberal International (LI) oder der European Liberal, Democrat and Reform Party (ELDR) seit 1998, erfolgte im Jahre 2001 eine Umbenennung des „Archivs des Deutschen Liberalismus“ in „Archiv des Liberalismus“.

### Personenbestände
Außerdem werden im ADL Nachlässe liberaler Politiker, u. a. von ehemaligen Bundestagsabgeordneten und FDP-Bundesvorsitzenden, verwahrt, wie diejenigen des Bundesinnen- und -außenministers Hans-Dietrich Genscher, des Bundespräsidenten und Bundesaußenministers Walter Scheel, des Bundesjustizministers Thomas Dehler, des Bundesinnenministers Gerhart Baum oder des Bundeswirtschaftsministers Otto Graf Lambsdorff, des langjährigen FDP-Fraktionsvorsitzenden Wolfgang Mischnick oder der Vizepräsidentin des Deutschen Bundestages Liselotte Funcke. Auch sogenannte Vorlässe finden sich im ADL.

## Liberalismus-Forschung und politische Bildungsarbeit
Einmal jährlich veranstaltet das Archiv ein Kolloquium zur Liberalismus-Forschung, dessen Beiträge den Themenschwerpunkt des nächsten „Jahrbuchs zur Liberalismus-Forschung“ bilden. Hier wird außerdem der Wolf-Erich-Kellner-Preis der Wolf-Erich-Kellner-Gedächtnisstiftung für herausragende Arbeiten zur Geschichte und zu den geistigen Grundlagen des Liberalismus verliehen. Weitere wissenschaftliche Tagungen sowie Vortragsveranstaltungen in Kooperation mit externen Partnern oder den Länderbüros der Naumann-Stiftung ergänzen das Jahresprogramm.
Das Archiv des Liberalismus führt regelmäßig Kooperationsveranstaltungen mit verschiedenen Universitäten (u. a. Aachen, Gießen, Hagen, Köln, Marburg und Wuppertal) durch und unterhält Bildungspartnerschaften mit Schulen aus dem Oberbergischen Land (Gummersbach, Marienheide).
Das Archiv hat Ausstellungen u. a. über Friedrich Naumann, Karl-Hermann Flach, Walter Scheel sowie die im Genscher-Haus in Halle (Saale) präsentierte Dauerausstellung mitgestaltet.

## Gremienarbeit
Das Archiv des Liberalismus arbeitet mit den anderen Archiven der Politischen Stiftungen zusammen und engagiert sich in der Arbeit des International Council on Archives sowie der Fachgruppe 6 (Parlaments-, Partei und Stiftungsarchive) des Verbandes deutscher Archivarinnen und Archivare (VdA). Darüber hinaus ist das Archiv bzw. sind seine Mitarbeiterinnen oder Mitarbeiter in den Kuratorien der Stiftung Bundespräsident-Theodor-Heuss-Haus und der Stiftung Archiv der Parteien und Massenorganisationen der DDR im Bundesarchiv vertreten sowie in der Arbeitsgemeinschaft „Orte der Demokratiegeschichte“ und im Arbeitskreis bergischer Archive aktiv.

## Leitung und Mitarbeiter
Frühere Leiter des Archivs waren Friedrich Henning (1961–1982) und Monika Faßbender (1982–2010). Seit 2011 wird das Archiv von dem Wuppertaler Historiker Ewald Grothe geführt. Wissenschaftlicher Referent für die historische Liberalismus-Forschung und den Bereich Public History ist Wolther von Kieseritzky (Potsdam). Am Standort Gummersbach sind Archivarinnen und Archivare, Historiker, Sachbearbeiter, Fachangestellte für Medien- und Informationsdienste, technische Mitarbeiterinnen sowie eine Auszubildende tätig.

## Veröffentlichungen
Vom Archiv des Liberalismus wird das seit 1989 erscheinende Jahrbuch zur Liberalismus-Forschung mit herausgegeben und redaktionell betreut. Außerdem hat das Archiv seit 2011 etwa zehn Sammel- und Tagungsbände, u. a. über Friedrich Naumann und Gustav Stresemann, herausgegeben. Seit 2018 sind etwa dreißig Public history-Broschüren erschienen.